# Никифоров, Денис Евгеньевич
Дени́с Евге́ньевич Ники́форов (род. 2 августа 1977, Москва) — российский актёр театра и кино, каскадёр.

## Биография
Родился 2 августа 1977 года в Москве.
В детстве жил несколько лет в Будапеште с родителями, которые находились в командировке в Венгрии.
С 1995 года стал играть на сцене Московского театра-студии под руководством Табакова. В 1998 году после окончания Школы-студии МХАТ (курс О. П. Табакова) был принят в труппу театра.
Среди его ролей — Саратов («Звёздный час по местному времени»), Никита («Псих»), («Старый квартал»), студент («Страсти по Бумбарашу»), пациент («Ещё Ван Гог…»), кавалер Дансени («Опасные связи»), Кристофер («Болеро»), Бурдовский («Идиот»), Ипполит («Не всё коту масленица») и Константин Сергеевич Рисин («8 первых свиданий»).
Стал известен благодаря роли Артёма Колчина в российской трилогии «Бой с тенью» — «Бой с тенью», «Бой с тенью 2: Реванш» и «Бой с тенью 3D: Последний раунд».
В 2012 году снялся в роли командира разведгруппы Александра Макеева в фильме «Ночные ласточки» (фильм вышел в 2013 году).
В 2013—2018 годах снимался в российском телесериале «Молодёжка» в роли тренера хоккейной команды Сергея Макеева. Сыграл в 252 из 260 эпизодов телесериала.

## Личная жизнь
Жена — Ирина Никифорова (девичья фамилия — Темрезова), работала фотомоделью. Супруги заключили брак в 2008 году, спустя 5 месяцев после знакомства. 17 июля 2013 года в семье родились двойняшки — Александр и Вероника.

## Фильмография
| Год       |     | Название                                    | Роль                                                                                   |
| --------- | --- | ------------------------------------------- | -------------------------------------------------------------------------------------- |
| 1997      | ф   | Грешная любовь                              | Иван Воронов                                                                           |
| 2000      | с   | Граница. Таёжный роман                      | рядовой                                                                                |
| 2002      | ф   | Театральная академия                        | Евгений Дорошин                                                                        |
| 2002      | с   | Каменская 2                                 | Санёк                                                                                  |
| 2002      | с   | Марш Турецкого 3. Новое Назначение          | Старцев, футболист                                                                     |
| 2005      | ф   | Бой с тенью                                 | Артём Колчин, боксёр                                                                   |
| 2005      | с   | Есенин                                      | Александр Кусиков                                                                      |
| 2006      | с   | Последний бронепоезд                        | Михаил Тепло                                                                           |
| 2006      | ф   | Танкер «Танго»                              | Андрей Греков                                                                          |
| 2006      | с   | Иное                                        | Константин Максимов                                                                    |
| 2007      | ф   | Бой с тенью 2: Реванш                       | Артём Колчин, боксёр                                                                   |
| 2008      | с   | Река-море                                   | Олег Крупнов, капитан сухогруза                                                        |
| 2008      | с   | Смерть шпионам. Крым                        | Рощин, майор СМЕРШ                                                                     |
| 2008      | ф   | Второе дыхание                              | сержант Павлов                                                                         |
| 2008      | ф   | Белый холст                                 | Юрий                                                                                   |
| 2009      | ф   | Отдамся в хорошие руки                      | Андрей Семисынов                                                                       |
| 2010      | с   | Робинзон                                    | Лёшка Балунов                                                                          |
| 2010      | ф   | V Центурия. В поисках зачарованных сокровищ | Сергей Потёмкин                                                                        |
| 2010      | ф   | Любовь под прикрытием                       | Павел Угрюмов                                                                          |
| 2011      | ф   | Возвращение в «А»                           | Андрей Островский                                                                      |
| 2011      | ф   | Бой с тенью 3D: Последний раунд             | Артём Колчин, боксёр                                                                   |
| 2011      | ф   | Олимпийская деревня                         | Игорь, десантник                                                                       |
| 2012      | ф   | 8 первых свиданий                           | Константин Сергеевич Рисин, профессиональный теннисист, жених Веры Павловны Казанцевой |
| 2012      | с   | Ночные ласточки                             | Александр Макеев, капитан, командир разведподразделения                                |
| 2012      | с   | Топтуны                                     | Сергей Коваль, капитан                                                                 |
| 2013      | ф   | Ломбард                                     | Марк Левин                                                                             |
| 2013—2019 | с   | Молодёжка                                   | Сергей Петрович Макеев, хоккейный тренер                                               |
| 2014      | с   | Сын за отца                                 | Иван, сын Галины и Георгия Теодоради                                                   |
| 2014      | ф   | 22 минуты                                   | капитан Тарасов                                                                        |
| 2014      | ф   | След тигра                                  | майор Андрей Васильев                                                                  |
| 2015      | с   | Захват                                      | Вадим Алабаев, капитан МВД                                                             |
| 2015      | ф   | Уроки выживания                             | Женя Аистов                                                                            |
| 2016      | ф   | Спарта                                      | Артём Коновалов                                                                        |
| 2018      | с   | Операция «Мухаббат»                         | Анатолий Игонин, майор КГБ                                                             |
| 2021      | с   | Вторая попытка                              | Сергей                                                                                 |
| 2021      | с   | Хозяин                                      | Егор Таранцев                                                                          |
| 2021      | кор | Везунчик                                    | бес                                                                                    |
| 2022      | с   | БиМ (первый—третий сезоны)                  | Макар Климов                                                                           |
| 2022      | ф   | Многоэтажка                                 | Антон Калашников                                                                       |
| 2022      | с   | Ангел мести                                 | Андрей Корсаков                                                                        |
| 2023      | ф   | Иммигрант / The Immigrant                   | Костя                                                                                  |

Снимался в видеоклипе певицы МакSим на песню «Отпускаю». Озвучивал роль Ивана в компьютерной игре-квесте «Недетские сказки». В 2019 году принял участие в шоу «Форт Боярд».

## Награды
- Лауреат премии «Московские дебюты» в категории «Лучшая роль второго плана» (1996, спектакль «Псих»).
- Лауреат Премии газеты «Московский комсомолец» за лучшую комедийную роль (2001, спектакль «Не всё коту масленица»).
- Медаль «За укрепление боевого содружества» (Министерство обороны Российской Федерации) — за участие в фильме «Второе дыхание» (2008).[5]